# Merce Cunningham
Pour les articles homonymes, voir Cunningham.
Mercier Cunningham, dit Merce Cunningham, né le 16 avril 1919 à Centralia dans l'État de Washington aux États-Unis et mort le 26 juillet 2009 à New York, est un danseur et chorégraphe américain. Avec plus de 180 pièces, son œuvre a contribué au renouvellement de la pensée de la danse dans le monde. Il est considéré comme le chorégraphe qui a réalisé la transition conceptuelle entre danse moderne et danse contemporaine, notamment en découplant la danse de la musique, et en intégrant une part de hasard dans le déroulement de ses chorégraphies,,.

## Biographie
Mercier Philip Cunningham, dit Merce Cunningham, fait partie d'un courant artistique, l'art moderne, le monde des arts plastiques, de la musique et dans une moindre mesure celui de la danse.
Merce Cunningham commence sa carrière de danseur chez Martha Graham, l'une des grandes figures de ce qui s’appelait alors la « modern dance ». 
Il rencontre le compositeur John Cage à la Cornish School de Seattle,. Cage restera le compagnon de Cunningham pendant plus de cinquante ans jusqu’à son décès en 1992. Un cercle d’artistes gravite autour d'eux, se composant entre autres de plasticiens comme Robert Rauschenberg et Jasper Johns, de compositeurs comme Earle Brown, Morton Feldman, ou encore David Tudor. 
Merce Cunningham quitte la compagnie de Martha Graham en 1945 et crée ses premiers solos. 
En 1953, il fonde sa compagnie, la Merce Cunningham Dance Company (MVDC) au Black Mountain College. Celle-ci restera en activité jusqu'en 2011. 
En 2002, Merce Cunningham reçoit à Monaco, pour l'ensemble de sa carrière, le Prix Nijinski remis par Robert Rauschenberg.
Cunningham a été l’un des premiers chorégraphes à s’approprier l’usage de la caméra pour filmer la danse, non comme un témoin de travail, mais comme un objet visuel en soi.

### Utilisation du hasard

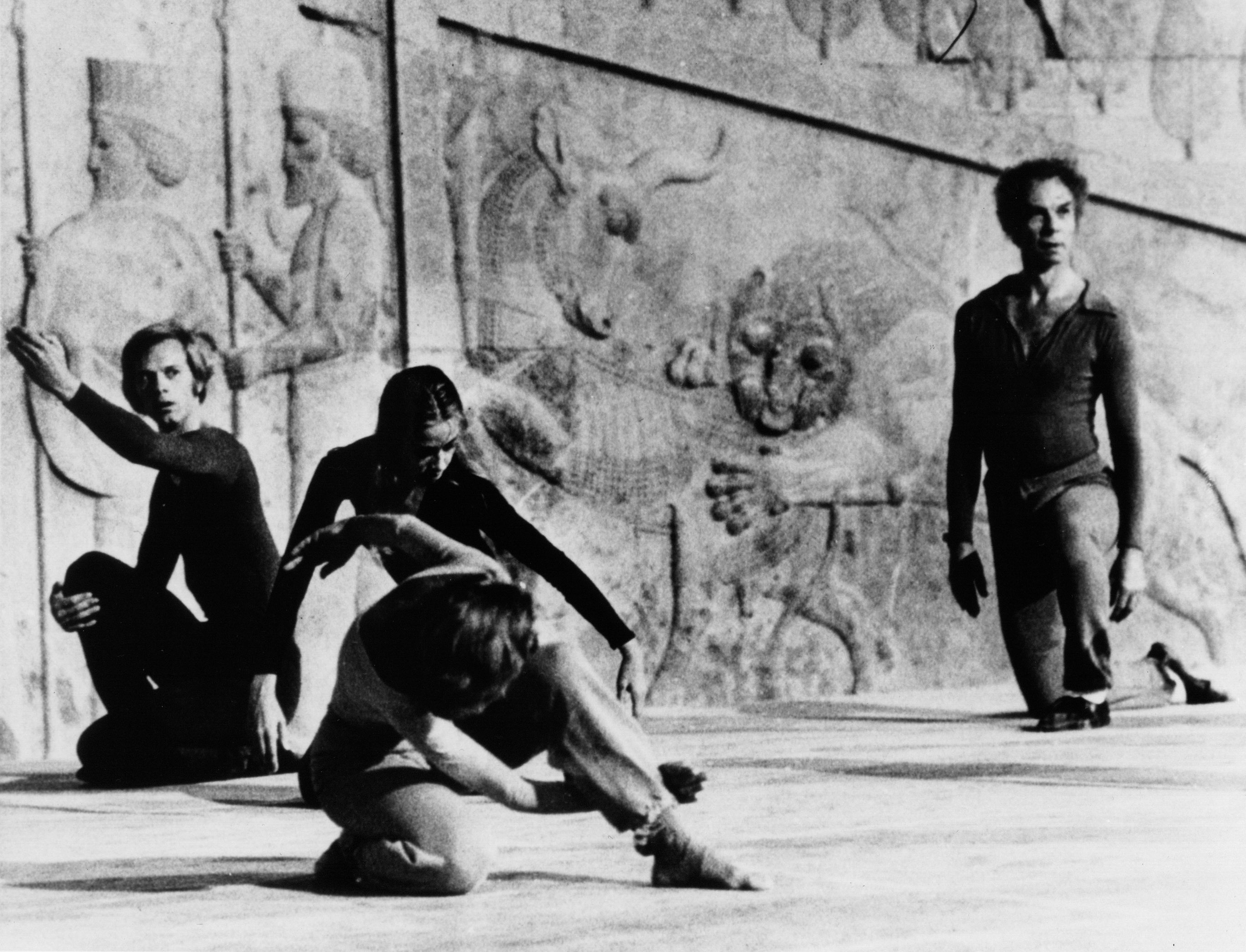
Cunningham en 1972

Merce Cunningham essaye de se défaire des coordinations du corps et tire au hasard des éléments du corps et des directions. Il expérimente alors des mouvements inconnus. On est en 1948 avec Untitled Solo. C'est une danse assez verticale qui décompose le mouvement sur l'axe fort de la colonne. C'est plus de l'ordre de la figure que de l'énergie circulante dans le corps. L'intérêt créatif réside dans le chemin qui mène d'une figure à l'autre.
En 1951, sa pièce 16 danses pour soliste et compagnie de trois va marquer le premier pas dans une autre direction que celle du retour au moi profond. Cunningham utilise le hasard (ou aléatoire) pour composer cette danse : il jette des pièces pour déterminer l’ordre des sections de la danse. L’utilisation du hasard lui permet de prendre des décisions esthétiques de manière objective et impersonnelle. On peut dire que ce moyen d’arriver à la création, non par intuition, instinct ou goût personnel, a été une sorte de point de non-retour dans la conception chorégraphique de Cunningham.
De la même façon, il fait travailler séparément son équipe sur la musique, sur les costumes et l'éventuel décor lumineux, et réunit l'ensemble le jour de la représentation. Des plasticiens comme Andy Warhol, Marcel Duchamp ou Bruce Nauman auront ainsi signé des décors pour des pièces sans en connaître au préalable la musique ni la chorégraphie. Danse, musique, œuvre plastique : Cunningham veut qu'aucune forme ne prédomine sur l'autre en scène, mais qu'elles forment un tout.
En 1976, pour la création du ballet Torse, il utilise le Yi Jing, traité de divination chinois constitué de 64 hexagrammes, pour tirer au sort parmi 64 phrases dansées (comprenant 1 à 64 mouvements) et 64 subdivisions de la scène. 
Pourquoi cette utilisation du hasard dans ces œuvres ? C’est un moyen de se surprendre soi-même, d’aller au-delà de son propre ego, de sortir de ses habitudes. Cette idée d’utiliser les procédés de hasard pour composer a été d’abord mise en œuvre par son compagnon, le compositeur John Cage.

### Danse moderne et post-moderne
C'est avec Merce Cunningham que commencent à se poser les problèmes de la danse moderne. Il n'y a plus de fil conducteur, plus forcément d'histoire. Vite rejoint par John Cage, il va creuser le mouvement et bouleverser les codes de la scène : tous les points de l'espace ont la même valeur, il casse le rapport binaire entre la danse et la musique, chaque danseur est un soliste, il n'y a plus un chœur et un seul soliste… Il est à la charnière entre la danse moderne et postmoderne et n'entre pleinement dans aucune des deux catégories. Son travail sera utilisé dans la danse postmoderne pour le mettre en branle ou pour le continuer, avec l'idée que tout mouvement a une valeur égale. 
Le but de la danse de Cunningham est de donner à voir le mouvement et son organisation dans l’espace et dans le temps. Il n’y a pas de sens caché dans les chorégraphies de Cunningham et c’est à chacun de trouver son chemin dans son œuvre. Le spectateur est appelé à être actif, puisqu’il n’y a pas de sens qui lui soit donné, il est libre de voir ou d’entendre ce qu’il veut, selon son propre désir. On pourrait dire que la danse de Cunningham serait une danse de l’intelligence par opposition à la danse de l’émotion de la modern dance. C’est une danse pudique qui tient l’émotion à distance. Libre à chacun d’éprouver du plaisir à ces jeux de collage que sont les chorégraphies de Cunningham et de son équipe.
Du point de vue de la technique du mouvement, Cunningham utilise les mouvements des jambes qui sont proches du classique dans leur forme, mais l’intention et l’énergie qui les animent se situent dans un autre registre, d’autant que s’y ajoutent des mouvements de dos choisis de manière aléatoire et qui l’utilisent dans toutes ses directions possibles : en avant, en arrière, sur les côtés, sur les diagonales avant et arrière…
Ainsi, danser chez Merce Cunningham demande une grande disponibilité mentale, une maîtrise de son corps non rigide, il faut avoir l’esprit toujours vigilant pour danser cette danse. C’est d’ailleurs en cela qu’il serait difficile de dire que la danse de Cunningham est abstraite, car c’est bien le corps qui est utilisé très loin dans ses possibilités, y compris dans ses rapports à l’intelligence.

### Rapport au temps et à l'espace
En dehors du hasard, c’est le traitement du temps qui est spécifique chez Cunningham. Ce n’est plus le temps de la musique que l’on suit, mesure à mesure, mais c’est le temps du chronomètre. Les séquences de danse ont telle ou telle durée. Chaque cellule a sa propre musicalité dans ses rapports des mouvements entre eux et avec ceux des autres. La musicalité est interne au mouvement et à celui qui le danse, elle n’est pas imposée de l’extérieur.
Le rapport à l’espace est très spécifique également. Ce n’est plus celui de la perspective. Chaque danseur est son propre centre. L’espace se fait et se défait, se tisse sous les yeux des spectateurs, libre à eux de choisir ce qui les intéresse plutôt que de fixer le danseur étoile au centre de la scène.

### Contribution à la réalisation d'un logiciel d’écriture du mouvement
En 1989, Merce Cunningham collabore avec des chercheurs en informatique de l'Université Simon Fraser aux États-Unis pour la création d'un logiciel, nommé « Life Forms », permettant d'écrire des mouvements chorégraphiques en créant et modélisant sous la forme d'un petit personnage virtuel, des mouvements aléatoires, dans un ordre aléatoire. Ce logiciel possède trois rôles. Le premier est de pouvoir enregistrer des exercices ou des enchaînements à partir de cellules chorégraphiques informatisées se substituant aux notations choréologiques. Le deuxième est de générer à partir de ces données une chorégraphie originale et aléatoire, ce qui constitue la base du travail historique de Cunningham. Enfin le troisième est de créer des images à partir de capteurs de mouvements posés sur les danseurs et traités par l'informatique.
Pour Merce Cunningham, ce logiciel est la rencontre entre la logique binaire des sciences informatiques, les théories scientifiques développées par la physique contemporaine et les théories développées par la pensée philosophique du Yi King[réf. nécessaire]. Le spectacle emblématique de l'utilisation de ce logiciel dans la démarche de création est Biped, créé en 1999, mais il avait déjà été utilisé dès 1991 pour la création de Trackers.

## Impact dans le monde de la danse contemporaine
Un grand nombre de danseurs passés par le studio Cunningham ont formé leur propre compagnie de danse, notamment Paul Taylor, Trisha Brown, Lucinda Childs, Steve Paxton, Karole Armitage, Dominique Bagouet, Angelin Preljocaj, Jean-Claude Gallotta, Philippe Decouflé, Flo Ankah, Foofwa d'Imobilité, Ann Papoulis, Kimberly Bartosik, et Jonah Bokaer.

## Principales chorégraphies
- 1944 : Root of an Unfocus
- 1948 : Untitled Solo
- 1951 : 16 Danses pour soliste et compagnie de trois
- 1956 : Suite for Five
- 1956 : Changelings
- 1958 : Summer Space
- 1958 : Antic Meet
- 1960 : Crises
- 1968 : RainForest
- 1968 : Walkaround Time
- 1970 : Second Hand sur une musique de John Cage
- 1970 : Objects
- 1973 : Un jour ou deux
- 1976 : Sqaregame sur musique de Takehisa Kosugi
- 1978 : Exchange musique de David Tudor, Weatherings
- 1980 : Duets
- 1982 : Quartet
- 1983 : Roaratorio sur une musique de John Cage
- 1988 : Changing Steps et Five Stone Wind
- 1991 : Beach Birds
- 1993 : CRWDSPCR sur une musique de John King
- 1997 : Scenario avec des costumes de Rei Kawakubo
- 1998 : Hand Drawn Spaces
- 1998 : Pond Way avec des décors de Roy Lichtenstein et sur une musique de Brian Eno
- 1999 : Biped
- 2000 : Interscape avec des décors et des costumes de Robert Rauschenberg
- 2003 : Split Sides
- 2005 : Views on Stage
- 2006 : EyeSpace
- 2007 : Xover
- 2009 : Nearly Ninety

## Distinctions
- 1982 : American Dance Festival Award pour l'ensemble de sa carrière[12]
- 1990 : National Medal of Arts[8]
- 2002 : Prix Nijinski, pour l'ensemble de sa carrière.
- 2004 : Officier de la Légion d'Honneur[7]

### Filmographie
- (en) Changing steps, réalisé par Elliot Caplan et Merce Cunningham, musique de John Cage, Cunningham Dance Foundation, New York, 1989, 35 min (VHS)
- (en) Three films by Merce Cunningham, réalisé par Elliot Caplan et Merce Cunningham, avec la collaboration de John Cage et Pat Richter (musique), et la voix de Robert Redford, Éditions à voir, 2003 (DVD)
- (en) Merce Cunningham dance company, réalisé par Charles Atlas, MK2 éd., Paris, 2006, 98 min (DVD)
- Merce Cunningham : une vie de danse, réalisé par Charles Atlas, CNDP, Paris, 2001, 90 min (VHS)
- Merce Cunningham vu par…, réalisé par Jean-Michel Plouchard, France, 2009, 55 min
- (en) Cunningham, réalisé par Alla Kovgan Allemagne, France, États-Unis, 2019, 92 min
- « « Cunningham », un documentaire dansé sur un chorégraphe d’exception », sur KOMITID, 1er janvier 2020 (consulté le 1er janvier 2020)